# 2011-es férfi kézilabda-világbajnokság
A 22. férfi kézilabda-világbajnokságot Svédországban rendezték 2011. január 13. és január 30. között. Svédország 2008. október 18-án kapta meg a torna rendezésének jogát. Az esemény megrendezésére Magyarország, Spanyolország és Dánia is pályázott.
Magyarország a B csoportban szerepelt, ahol a csoport második helyén végzett és bejutott a középdöntőbe. A középdöntőben a csoport negyedik helyén végzett a válogatott. A 7. helyért vívott mérkőzésen Lengyelország ellen nyert a magyar csapat.
A világbajnokságot a címvédő Franciaország nyerte.

## Helyszínek
A világbajnokság mérkőzéseinek az alábbi 8 város ad otthont.
| Malmö Aréna        | Scandinavium         |
| Férőhely: 13 000   | Férőhely: 12 044     |
|                    |                      |
| Linköping          | Norrköping           |
| Cloetta Center     | Himmelstalundshallen |
| Férőhely: 8500     | Férőhely: 4300       |
|                    |                      |
| Jönköping          | Skövde               |
| Kinnarps Arena     | Arena Skövde         |
| Férőhely: 7000     | Férőhely: 2500       |
|                    |                      |
| Kristianstad       | Lund                 |
| Kristianstad Arena | FFS Arena            |
| Férőhely: 4700     | Férőhely: 3000       |
|                    |                      |

## Résztvevők
A tornán 24 nemzet válogatottja vesz részt.
- 1 rendező (Svédország)
- 1 címvédő (Franciaország)
- 3 európai csapat, amelyek a 2010-es Európa-bajnokság 2.–4. helyezettjei (Horvátország, Izland, Lengyelország)
- 9 európai csapat, amelyek az európai selejtezőből jutottak ki (Ausztria, Norvégia, Magyarország, Németország, Szlovákia, Szerbia, Románia, Dánia, Spanyolország)
- 3 ázsiai csapat, amelyek az ázsiai selejtezőből jutottak ki (Dél-Korea, Bahrein, Japán)
- 3 afrikai csapat, amelyek az afrikai selejtezőből jutottak ki (Tunézia, Egyiptom, Algéria)
- 3 amerikai csapat, amelyek az amerikai selejtezőből jutottak ki (Argentína, Brazília, Chile)
- 1 óceániai csapat, amely az óceániai selejtezőből jutott ki (Ausztrália)

## Sorsolás
A világbajnokság csoportbeosztását 2010. július 9-én sorsolták Göteborgban. A 24 csapatot négy csoportba osztották be.
A csoportokban a 6 csapat körmérkőzéses rendszerben játszik egymással, innen a csoportok első három helyezettje jut a két középdöntőcsoport valamelyikébe. A 4-6. helyezettek a President's Cupban folytatták a küzdelmeket a 13-24. végső helyezésekért.
| 1. kalap                             | 2. kalap                                  | 3. kalap                                     | 4. kalap                                     | 5. kalap                                              | 6. kalap                                      |
| ------------------------------------ | ----------------------------------------- | -------------------------------------------- | -------------------------------------------- | ----------------------------------------------------- | --------------------------------------------- |
| Chile · Bahrein · Japán · Ausztrália | Egyiptom · Argentína · Algéria · Brazília | Magyarország · Tunézia · Románia · Szlovákia | Szerbia · Ausztria · Németország · Dél-Korea | Franciaország · Horvátország · Izland · Lengyelország | Dánia · Spanyolország · Svédország · Norvégia |

A csoportbeosztás
| A csoport                                                                  | B csoport                                                      | C csoport                                                       | D csoport                                                              |
| -------------------------------------------------------------------------- | -------------------------------------------------------------- | --------------------------------------------------------------- | ---------------------------------------------------------------------- |
| Franciaország · Spanyolország · Németország · Tunézia · Egyiptom · Bahrein | Izland · Norvégia · Ausztria · Magyarország · Brazília · Japán | Horvátország · Dánia · Szerbia · Románia · Algéria · Ausztrália | Lengyelország · Svédország · Dél-Korea · Szlovákia · Argentína · Chile |

## Játékvezetők
2010. október 25-én közzétették a játékvezetők névsorát.
| Játékvezetők     | Játékvezetők                       |
| ---------------- | ---------------------------------- |
| Algéria          | Kacem Mezian Othmane Si Bachir     |
| Argentína        | Carlos Marina Darío Minore         |
| Brazília         | Jesus Menezes Rogério Pinto        |
| Elefántcsontpart | Yalatima Coulibaly Mamadou Diabaté |
| Csehország       | Václav Horáček Jiří Novotný        |
| Dánia            | Per Olesen Lars Ejby Pedersen      |
| Franciaország    | Nordine Lazaar Laurent Reveret     |
| Németország      | Lars Geipel Marcus Helbig          |
| Irán             | Mohsen Karbaschi Majid Kolahdouzan |

| Játékvezetők            | Játékvezetők                        |
| ----------------------- | ----------------------------------- |
| Észak-Macedónia         | Đorđe Načevski Slavko Nikolov       |
| Norvégia                | Kenneth Abrahamsen Arne Kristiansen |
| Románia                 | Bogdan Stark Romeo Ştefan           |
| Szlovénia               | Nenad Krstič Peter Ljubič           |
| Szerbia                 | Nenad Nikolić Dušan Stojković       |
| Szlovákia               | Michal Baďura Jaroslav Ondogrecula  |
| Spanyolország           | Óscar López Ángel Ramírez           |
| Svédország              | Rickard Canbro Mikael Claesson      |
| Egyesült Arab Emírségek | Omar Al-Marzouqi Mohammad Al-Nuaimi |

## Eredmények

### Csoportkör
A csoportokban a 6 csapat körmérkőzéses rendszerben játszott egymással, innen a csoportok első három helyezettje jutott a középdöntőbe.
| Színmagyarázat                                                                            |
| ----------------------------------------------------------------------------------------- |
| A csoportok első három helyezettje bejutott az középdöntőbe.                              |
| A csoportok negyedik, ötödik és hatodik helyezettjei a további helyosztókon mérkőzhettek. |

#### A csoport (Kristianstad/Lund)
| Csapat        | M | Gy | D | V | G+  | G–  | Gk  | P |
| ------------- | - | -- | - | - | --- | --- | --- | - |
| Franciaország | 5 | 4  | 1 | 0 | 159 | 106 | +53 | 9 |
| Spanyolország | 5 | 4  | 1 | 0 | 139 | 110 | +29 | 9 |
| Németország   | 5 | 3  | 0 | 2 | 151 | 125 | +26 | 6 |
| Egyiptom      | 5 | 1  | 0 | 4 | 115 | 139 | –24 | 2 |
| Tunézia       | 5 | 1  | 0 | 4 | 114 | 137 | –23 | 2 |
| Bahrein       | 5 | 1  | 0 | 4 | 105 | 166 | –61 | 2 |

| 2011. január 14. 18:00 | Franciaország | 32–19       | Tunézia    | Kristianstad Arena, Kristianstad Nézőszám: 2500 Játékvezetők: Pedersen, Olesen (DEN) |
| 2011. január 14. 18:00 | Karabatić 6   | (15–9)      | Megannem 6 | Kristianstad Arena, Kristianstad Nézőszám: 2500 Játékvezetők: Pedersen, Olesen (DEN) |
| 2011. január 14. 18:00 | 4× 1×         | Jegyzőkönyv | 7× 2×      | Kristianstad Arena, Kristianstad Nézőszám: 2500 Játékvezetők: Pedersen, Olesen (DEN) |

| 2011. január 14. 18:15 | Németország  | 30–25       | Egyiptom   | FFS Arena, Lund Nézőszám: 1410 Játékvezetők: Horáček, Novotný (CZE) |
| 2011. január 14. 18:15 | Gensheimer 9 | (15–12)     | El Ahmar 6 | FFS Arena, Lund Nézőszám: 1410 Játékvezetők: Horáček, Novotný (CZE) |
| 2011. január 14. 18:15 | 2× 3×        | Jegyzőkönyv | 2× 3×      | FFS Arena, Lund Nézőszám: 1410 Játékvezetők: Horáček, Novotný (CZE) |

| 2011. január 14. 20:15 | Spanyolország                   | 33–22       | Bahrein | Kristianstad Arena, Kristianstad Játékvezetők: Pinto, Menezes (BRA) |
| 2011. január 14. 20:15 | Garabaya, Parrondo, Lorenzana 4 | (16–8)      | Madan 5 | Kristianstad Arena, Kristianstad Játékvezetők: Pinto, Menezes (BRA) |
| 2011. január 14. 20:15 | 3× 2×                           | Jegyzőkönyv | 7× 3×   | Kristianstad Arena, Kristianstad Játékvezetők: Pinto, Menezes (BRA) |

| 2011. január 16. 16:15 | Bahrein            | 18–38       | Németország | Kristianstad Arena, Kristianstad Játékvezetők: Marina, Minore (ARG) |
| 2011. január 16. 16:15 | Al Sayyad, Madan 4 | (9–20)      | Kaufmann 9  | Kristianstad Arena, Kristianstad Játékvezetők: Marina, Minore (ARG) |
| 2011. január 16. 16:15 | 5× 2×              | Jegyzőkönyv | 3× 3×       | Kristianstad Arena, Kristianstad Játékvezetők: Marina, Minore (ARG) |

| 2011. január 16. 17:30 | Tunézia        | 18–21       | Spanyolország | FFS Arena, Lund Nézőszám: 1820 Játékvezetők: Krstič, Ljubič (SLO) |
| 2011. január 16. 17:30 | Tej, Mgannem 4 | (7–9)       | Entrerríos 5  | FFS Arena, Lund Nézőszám: 1820 Játékvezetők: Krstič, Ljubič (SLO) |
| 2011. január 16. 17:30 | 5× 3×          | Jegyzőkönyv | 3× 3×         | FFS Arena, Lund Nézőszám: 1820 Játékvezetők: Krstič, Ljubič (SLO) |

| 2011. január 16. 18:45 | Egyiptom   | 19–28       | Franciaország | Kristianstad Arena, Kristianstad Játékvezetők: Abrahamsen, Kristiansen (NOR) |
| 2011. január 16. 18:45 | El Ahmar 4 | (8–12)      | Guigou 5      | Kristianstad Arena, Kristianstad Játékvezetők: Abrahamsen, Kristiansen (NOR) |
| 2011. január 16. 18:45 | 5× 3×      | Jegyzőkönyv | 4× 2×         | Kristianstad Arena, Kristianstad Játékvezetők: Abrahamsen, Kristiansen (NOR) |

| 2011. január 17. 18:30 | Spanyolország                 | 26–24       | Németország            | Kristianstad Arena, Kristianstad Nézőszám: 3247 Játékvezetők: Olesen, Pedersen (DEN) |
| 2011. január 17. 18:30 | Aguinagalde, Garcia, Romero 5 | (13–13)     | Gensheimer, Glandorf 4 | Kristianstad Arena, Kristianstad Nézőszám: 3247 Játékvezetők: Olesen, Pedersen (DEN) |
| 2011. január 17. 18:30 | 7× 1×                         | Jegyzőkönyv | 9× 3× 2×               | Kristianstad Arena, Kristianstad Nézőszám: 3247 Játékvezetők: Olesen, Pedersen (DEN) |

| 2011. január 17. 20:30 | Franciaország | 41–17       | Bahrein     | FFS Arena, Lund Játékvezetők: Al-Marzouqi, Al-Nuaimi (UAE) |
| 2011. január 17. 20:30 | Joli 11       | (23–10)     | Al Sayyad 3 | FFS Arena, Lund Játékvezetők: Al-Marzouqi, Al-Nuaimi (UAE) |
| 2011. január 17. 20:30 | 3× 3×         | Jegyzőkönyv | 2× 2× 1×    | FFS Arena, Lund Játékvezetők: Al-Marzouqi, Al-Nuaimi (UAE) |

| 2011. január 17. 20:45 | Tunézia   | 23–27       | Egyiptom    | Kristianstad Arena, Kristianstad Nézőszám: 3247 Játékvezetők: Horáček, Novotný (CZE) |
| 2011. január 17. 20:45 | Ayed 7    | (10–11)     | El Ahmar 10 | Kristianstad Arena, Kristianstad Nézőszám: 3247 Játékvezetők: Horáček, Novotný (CZE) |
| 2011. január 17. 20:45 | 10× 3× 1× | Jegyzőkönyv | 5× 3×       | Kristianstad Arena, Kristianstad Nézőszám: 3247 Játékvezetők: Horáček, Novotný (CZE) |

| 2011. január 19. 18:00 | Bahrein     | 21–28       | Tunézia | FFS Arena, Lund Nézőszám: 950 Játékvezetők: Marina, Minore (ARG) |
| 2011. január 19. 18:00 | Al Sayyad 6 | (12–15)     | Tej 7   | FFS Arena, Lund Nézőszám: 950 Játékvezetők: Marina, Minore (ARG) |
| 2011. január 19. 18:00 | 5× 3×       | Jegyzőkönyv | 5× 4×   | FFS Arena, Lund Nézőszám: 950 Játékvezetők: Marina, Minore (ARG) |

| 2011. január 19. 18:15 | Németország | 23–30       | Franciaország | Kristianstad Arena, Kristianstad Nézőszám: 4148 Játékvezetők: Horáček, Novotný (CZE) |
| 2011. január 19. 18:15 | Kaufmann 7  | (10–13)     | Accambray 5   | Kristianstad Arena, Kristianstad Nézőszám: 4148 Játékvezetők: Horáček, Novotný (CZE) |
| 2011. január 19. 18:15 | 5× 3×       | Jegyzőkönyv | 2× 3×         | Kristianstad Arena, Kristianstad Nézőszám: 4148 Játékvezetők: Horáček, Novotný (CZE) |

| 2011. január 19. 20:30 | Spanyolország | 31–18       | Egyiptom  | Kristianstad Arena, Kristianstad Nézőszám: 4148 Játékvezetők: Krstič, Ljubič (SLO) |
| 2011. január 19. 20:30 | Rocas 7       | (14–9)      | Mamdouh 5 | Kristianstad Arena, Kristianstad Nézőszám: 4148 Játékvezetők: Krstič, Ljubič (SLO) |
| 2011. január 19. 20:30 | 1× 2×         | Jegyzőkönyv | 4× 3× 1×  | Kristianstad Arena, Kristianstad Nézőszám: 4148 Játékvezetők: Krstič, Ljubič (SLO) |

| 2011. január 20. 18:00 | Egyiptom  | 26–27       | Bahrein     | FFS Arena, Lund Nézőszám: 750 Játékvezetők: Karbaschi, Kolahdouzan (IRN) |
| 2011. január 20. 18:00 | Mabrouk 7 | (16–15)     | Al Sayyad 9 | FFS Arena, Lund Nézőszám: 750 Játékvezetők: Karbaschi, Kolahdouzan (IRN) |
| 2011. január 20. 18:00 | 4× 3×     | Jegyzőkönyv | 3× 3×       | FFS Arena, Lund Nézőszám: 750 Játékvezetők: Karbaschi, Kolahdouzan (IRN) |

| 2011. január 20. 18:30 | Németország | 36–26       | Tunézia   | Kristianstad Arena, Kristianstad Nézőszám: 3885 Játékvezetők: Baďura, Ondogrecula (SVK) |
| 2011. január 20. 18:30 | Hens 6      | (15–12)     | Mgannem 6 | Kristianstad Arena, Kristianstad Nézőszám: 3885 Játékvezetők: Baďura, Ondogrecula (SVK) |
| 2011. január 20. 18:30 | 3× 3×       | Jegyzőkönyv | 2× 3× 1×  | Kristianstad Arena, Kristianstad Nézőszám: 3885 Játékvezetők: Baďura, Ondogrecula (SVK) |

| 2011. január 20. 20:45 | Franciaország | 28–28       | Spanyolország | Kristianstad Arena, Kristianstad Nézőszám: 3885 Játékvezetők: Olesen, Pedersen (DEN) |
| 2011. január 20. 20:45 | Guigou 6      | (18–13)     | Entrerríos 7  | Kristianstad Arena, Kristianstad Nézőszám: 3885 Játékvezetők: Olesen, Pedersen (DEN) |
| 2011. január 20. 20:45 | 4× 4×         | Jegyzőkönyv | 4× 3×         | Kristianstad Arena, Kristianstad Nézőszám: 3885 Játékvezetők: Olesen, Pedersen (DEN) |

#### B csoport (Norrköping/Linköping)
| Csapat       | M | Gy | D | V | G+  | G–  | Gk  | P  |
| ------------ | - | -- | - | - | --- | --- | --- | -- |
| Izland       | 5 | 5  | 0 | 0 | 157 | 119 | +38 | 10 |
| Magyarország | 5 | 4  | 0 | 1 | 148 | 133 | +15 | 8  |
| Norvégia     | 5 | 3  | 0 | 2 | 139 | 136 | +3  | 6  |
| Japán        | 5 | 2  | 0 | 3 | 141 | 161 | –20 | 4  |
| Ausztria     | 5 | 1  | 0 | 4 | 144 | 148 | –4  | 2  |
| Brazília     | 5 | 0  | 0 | 5 | 131 | 163 | –32 | 0  |

| 2011. január 14. 17:00 | Izland       | 32–26       | Magyarország | Himmelstalundshallen, Norrköping Játékvezetők: López, Ramírez (ESP) |
| 2011. január 14. 17:00 | Pálmarsson 8 | (14–11)     | Mocsai 5     | Himmelstalundshallen, Norrköping Játékvezetők: López, Ramírez (ESP) |
| 2011. január 14. 17:00 | 4× 3×        | Jegyzőkönyv | 5× 3× 1×     | Himmelstalundshallen, Norrköping Játékvezetők: López, Ramírez (ESP) |

| 2011. január 14. 19:10 | Norvégia | 35–29       | Japán      | Himmelstalundshallen, Norrköping Játékvezetők: Mezian, Othmane (ALG) |
| 2011. január 14. 19:10 | Myrhol 9 | (18–13)     | Kadoyama 7 | Himmelstalundshallen, Norrköping Játékvezetők: Mezian, Othmane (ALG) |
| 2011. január 14. 19:10 | 8× 2×    | Jegyzőkönyv | 1× 3×      | Himmelstalundshallen, Norrköping Játékvezetők: Mezian, Othmane (ALG) |

| 2011. január 14. 21:30 | Ausztria     | 34–24       | Brazília            | Himmelstalundshallen, Norrköping Játékvezetők: Geipel, Helbig (GER) |
| 2011. január 14. 21:30 | Wilczynski 9 | (17–13)     | Bortolini, Santos 4 | Himmelstalundshallen, Norrköping Játékvezetők: Geipel, Helbig (GER) |
| 2011. január 14. 21:30 | 4× 3×        | Jegyzőkönyv | 2× 3×               | Himmelstalundshallen, Norrköping Játékvezetők: Geipel, Helbig (GER) |

| 2011. január 15. 16:30 | Magyarország                      | 26–23       | Norvégia   | Himmelstalundshallen, Norrköping Játékvezetők: Geipel, Helbig (GER) |
| 2011. január 15. 16:30 | Ilyés, Iváncsik G., Iváncsik T. 5 | (14–16)     | Kjelling 7 | Himmelstalundshallen, Norrköping Játékvezetők: Geipel, Helbig (GER) |
| 2011. január 15. 16:30 | 2× 3×                             | Jegyzőkönyv | 4× 3×      | Himmelstalundshallen, Norrköping Játékvezetők: Geipel, Helbig (GER) |

| 2011. január 15. 18:45 | Japán      | 33–30       | Ausztria   | Himmelstalundshallen, Norrköping Játékvezetők: López, Ramírez (ESP) |
| 2011. január 15. 18:45 | Miyazaki 8 | (18–11)     | Szilágyi 8 | Himmelstalundshallen, Norrköping Játékvezetők: López, Ramírez (ESP) |
| 2011. január 15. 18:45 | 3× 2×      | Jegyzőkönyv | 2× 3×      | Himmelstalundshallen, Norrköping Játékvezetők: López, Ramírez (ESP) |

| 2011. január 15. 21:00 | Brazília  | 26–34       | Izland        | Himmelstalundshallen, Norrköping Játékvezetők: Canbro, Claesson (SWE) |
| 2011. január 15. 21:00 | Ribeiro 7 | (12–19)     | Sigurðsson 11 | Himmelstalundshallen, Norrköping Játékvezetők: Canbro, Claesson (SWE) |
| 2011. január 15. 21:00 | 2× 3×     | Jegyzőkönyv | 3× 3×         | Himmelstalundshallen, Norrköping Játékvezetők: Canbro, Claesson (SWE) |

| 2011. január 17. 17:00 | Magyarország | 36–24       | Brazília    | Cloetta Center, Linköping Játékvezetők: Nikolić, Stojković (SRB) |
| 2011. január 17. 17:00 | Harsányi 10  | (18–11)     | Bortolini 8 | Cloetta Center, Linköping Játékvezetők: Nikolić, Stojković (SRB) |
| 2011. január 17. 17:00 | 4× 3× 1×     | Jegyzőkönyv | 4× 2×       | Cloetta Center, Linköping Játékvezetők: Nikolić, Stojković (SRB) |

| 2011. január 17. 19:10 | Norvégia   | 33–27       | Ausztria  | Cloetta Center, Linköping Nézőszám: 2700 Játékvezetők: Canbro, Claesson (SWE) |
| 2011. január 17. 19:10 | Tvedten 10 | (16–11)     | Božović 6 | Cloetta Center, Linköping Nézőszám: 2700 Játékvezetők: Canbro, Claesson (SWE) |
| 2011. január 17. 19:10 | 3× 2×      | Jegyzőkönyv | 3× 3×     | Cloetta Center, Linköping Nézőszám: 2700 Játékvezetők: Canbro, Claesson (SWE) |

| 2011. január 17. 21:30 | Izland       | 36–22       | Japán      | Cloetta Center, Linköping Játékvezetők: Coulibaly, Diabaté (CIV) |
| 2011. január 17. 21:30 | Sigurðsson 9 | (22–8)      | Kadoyama 5 | Cloetta Center, Linköping Játékvezetők: Coulibaly, Diabaté (CIV) |
| 2011. január 17. 21:30 | 7× 3×        | Jegyzőkönyv | 2×         | Cloetta Center, Linköping Játékvezetők: Coulibaly, Diabaté (CIV) |

| 2011. január 18. 17:00 | Japán      | 24–28       | Magyarország  | Cloetta Center, Linköping Nézőszám: 1800 Játékvezetők: Canbro, Claesson (SWE) |
| 2011. január 18. 17:00 | Miyazaki 5 | (8–13)      | Iváncsik G. 9 | Cloetta Center, Linköping Nézőszám: 1800 Játékvezetők: Canbro, Claesson (SWE) |
| 2011. január 18. 17:00 | 3×         | Jegyzőkönyv | 3× 2× 1×      | Cloetta Center, Linköping Nézőszám: 1800 Játékvezetők: Canbro, Claesson (SWE) |

| 2011. január 18. 19:10 | Norvégia | 26–25       | Brazília  | Cloetta Center, Linköping Nézőszám: 2717 Játékvezetők: Coulibaly, Diabaté (CIV) |
| 2011. január 18. 19:10 | Myrhol 7 | (13–12)     | Pacheco 6 | Cloetta Center, Linköping Nézőszám: 2717 Játékvezetők: Coulibaly, Diabaté (CIV) |
| 2011. január 18. 19:10 | 4× 3×    | Jegyzőkönyv | 5× 3×     | Cloetta Center, Linköping Nézőszám: 2717 Játékvezetők: Coulibaly, Diabaté (CIV) |

| 2011. január 18. 21:30 | Ausztria | 23–26       | Izland      | Cloetta Center, Linköping Nézőszám: 2612 Játékvezetők: Stark, Ştefan (ROU) |
| 2011. január 18. 21:30 | Weber 8  | (16–11)     | Petersson 7 | Cloetta Center, Linköping Nézőszám: 2612 Játékvezetők: Stark, Ştefan (ROU) |
| 2011. január 18. 21:30 | 9× 3× 2× | Jegyzőkönyv | 5× 3×       | Cloetta Center, Linköping Nézőszám: 2612 Játékvezetők: Stark, Ştefan (ROU) |

| 2011. január 20. 17:00 | Brazília   | 32–33       | Japán       | Cloetta Center, Linköping Nézőszám: 4252 Játékvezetők: Stark, Ştefan (ROU) |
| 2011. január 20. 17:00 | Teixeira 8 | (12–13)     | Suematsu 12 | Cloetta Center, Linköping Nézőszám: 4252 Játékvezetők: Stark, Ştefan (ROU) |
| 2011. január 20. 17:00 | 3× 3×      | Jegyzőkönyv | 3× 2×       | Cloetta Center, Linköping Nézőszám: 4252 Játékvezetők: Stark, Ştefan (ROU) |

| 2011. január 20. 19:10 | Izland       | 29–22       | Norvégia  | Cloetta Center, Linköping Nézőszám: 5817 Játékvezetők: Canbro, Claesson (SWE) |
| 2011. január 20. 19:10 | Guðjónsson 7 | (12–12)     | Tvedten 7 | Cloetta Center, Linköping Nézőszám: 5817 Játékvezetők: Canbro, Claesson (SWE) |
| 2011. január 20. 19:10 | 5× 3×        | Jegyzőkönyv | 5× 4×     | Cloetta Center, Linköping Nézőszám: 5817 Játékvezetők: Canbro, Claesson (SWE) |

| 2011. január 20. 21:30 | Ausztria   | 30–32       | Magyarország    | Cloetta Center, Linköping Nézőszám: 2340 Játékvezetők: Nikolić, Stojković (SRB) |
| 2011. január 20. 21:30 | Szilágyi 7 | (16–13)     | Császár, Törő 5 | Cloetta Center, Linköping Nézőszám: 2340 Játékvezetők: Nikolić, Stojković (SRB) |
| 2011. január 20. 21:30 | 3× 2×      | Jegyzőkönyv | 2× 4×           | Cloetta Center, Linköping Nézőszám: 2340 Játékvezetők: Nikolić, Stojković (SRB) |

#### C csoportMalmö/Lund
| Csapat       | M | Gy | D | V | G+  | G–  | Gk   | P  |
| ------------ | - | -- | - | - | --- | --- | ---- | -- |
| Dánia        | 5 | 5  | 0 | 0 | 181 | 117 | +64  | 10 |
| Horvátország | 5 | 3  | 1 | 1 | 148 | 109 | +39  | 7  |
| Szerbia      | 5 | 2  | 1 | 2 | 139 | 139 | 0    | 5  |
| Algéria      | 5 | 2  | 0 | 3 | 100 | 109 | –9   | 4  |
| Románia      | 5 | 2  | 0 | 3 | 132 | 123 | +9   | 4  |
| Ausztrália   | 5 | 0  | 0 | 5 | 77  | 180 | –103 | 0  |

| 2011. január 14. 18:00 | Horvátország | 27–21       | Románia   | Malmö Aréna, Malmö Játékvezetők: Lazaar, Reveret (FRA) |
| 2011. január 14. 18:00 | Štrlek 8     | (11–13)     | Stamate 7 | Malmö Aréna, Malmö Játékvezetők: Lazaar, Reveret (FRA) |
| 2011. január 14. 18:00 | 5× 3×        | Jegyzőkönyv | 5× 3×     | Malmö Aréna, Malmö Játékvezetők: Lazaar, Reveret (FRA) |

| 2011. január 14. 20:15 | Dánia          | 47–12       | Ausztrália | Malmö Aréna, Malmö Játékvezetők: Marina, Minore (ARG) |
| 2011. január 14. 20:15 | Christiansen 8 | (21–8)      | Calvert 4  | Malmö Aréna, Malmö Játékvezetők: Marina, Minore (ARG) |
| 2011. január 14. 20:15 | 2× 2×          | Jegyzőkönyv | 5× 3×      | Malmö Aréna, Malmö Játékvezetők: Marina, Minore (ARG) |

| 2011. január 14. 20:45 | Szerbia | 25–24       | Algéria   | FFS Arena, Lund Nézőszám: 1275 Játékvezetők: Al-Marzouqi, Al-Nuaimi (UAE) |
| 2011. január 14. 20:45 | Vujin 6 | (13–9)      | Berkous 7 | FFS Arena, Lund Nézőszám: 1275 Játékvezetők: Al-Marzouqi, Al-Nuaimi (UAE) |
| 2011. január 14. 20:45 | 3× 3×   | Jegyzőkönyv | 2× 3×     | FFS Arena, Lund Nézőszám: 1275 Játékvezetők: Al-Marzouqi, Al-Nuaimi (UAE) |

| 2011. január 16. 18:00 | Ausztrália | 18–35       | Szerbia | Malmö Aréna, Malmö Játékvezetők: Karbaschi, Kolahdouzan (IRN) |
| 2011. január 16. 18:00 | Fletcher 5 | (8–16)      | Vujin 7 | Malmö Aréna, Malmö Játékvezetők: Karbaschi, Kolahdouzan (IRN) |
| 2011. január 16. 18:00 | 6× 3×      | Jegyzőkönyv | 7× 3×   | Malmö Aréna, Malmö Játékvezetők: Karbaschi, Kolahdouzan (IRN) |

| 2011. január 16. 20:00 | Algéria            | 15–26       | Horvátország | FFS Arena, Lund Nézőszám: 1943 Játékvezetők: Menezes, Pinto (BRA) |
| 2011. január 16. 20:00 | Berkous, Boultif 4 | (11–11)     | Balić 6      | FFS Arena, Lund Nézőszám: 1943 Játékvezetők: Menezes, Pinto (BRA) |
| 2011. január 16. 20:00 | 4× 3×              | Jegyzőkönyv | 6× 3×        | FFS Arena, Lund Nézőszám: 1943 Játékvezetők: Menezes, Pinto (BRA) |

| 2011. január 16. 20:15 | Románia  | 30–39       | Dánia          | Malmö Aréna, Malmö Játékvezetők: Baďura, Ondogrecula (SVK) |
| 2011. január 16. 20:15 | Florea 7 | (16–17)     | Christiansen 6 | Malmö Aréna, Malmö Játékvezetők: Baďura, Ondogrecula (SVK) |
| 2011. január 16. 20:15 | 2× 3×    | Jegyzőkönyv | 4× 3×          | Malmö Aréna, Malmö Játékvezetők: Baďura, Ondogrecula (SVK) |

| 2011. január 17. 18:00 | Horvátország | 42–15       | Ausztrália                   | Malmö Aréna, Malmö Játékvezetők: Baďura, Ondogrecula (SVK) |
| 2011. január 17. 18:00 | Buntić 7     | (19–9)      | Calvert, Fletcher, Subotic 3 | Malmö Aréna, Malmö Játékvezetők: Baďura, Ondogrecula (SVK) |
| 2011. január 17. 18:00 | 1× 1×        | Jegyzőkönyv | 3× 3×                        | Malmö Aréna, Malmö Játékvezetők: Baďura, Ondogrecula (SVK) |

| 2011. január 17. 18:00 | Románia   | 14–15       | Algéria            | FFS Arena, Lund Nézőszám: 920 Játékvezetők: Abrahamsen, Kristiansen (NOR) |
| 2011. január 17. 18:00 | Ghionea 7 | (10–8)      | Berkous, Boultif 4 | FFS Arena, Lund Nézőszám: 920 Játékvezetők: Abrahamsen, Kristiansen (NOR) |
| 2011. január 17. 18:00 | 4× 2×     | Jegyzőkönyv | 5× 2×              | FFS Arena, Lund Nézőszám: 920 Játékvezetők: Abrahamsen, Kristiansen (NOR) |

| 2011. január 17. 20:15 | Dánia     | 35–27       | Szerbia | Malmö Aréna, Malmö Nézőszám: 8164 Játékvezetők: Lazaar, Reveret (FRA) |
| 2011. január 17. 20:15 | Hansen 11 | (16–14)     | Vujin 7 | Malmö Aréna, Malmö Nézőszám: 8164 Játékvezetők: Lazaar, Reveret (FRA) |
| 2011. január 17. 20:15 | 2× 3×     | Jegyzőkönyv | 6× 3×   | Malmö Aréna, Malmö Nézőszám: 8164 Játékvezetők: Lazaar, Reveret (FRA) |

| 2011. január 19. 18:00 | Szerbia    | 24–24       | Horvátország | Malmö Aréna, Malmö Nézőszám: 7269 Játékvezetők: Abrahamsen, Kristiansen (NOR) |
| 2011. január 19. 18:00 | Nikčević 7 | (13–12)     | Vori 8       | Malmö Aréna, Malmö Nézőszám: 7269 Játékvezetők: Abrahamsen, Kristiansen (NOR) |
| 2011. január 19. 18:00 | 4× 4×      | Jegyzőkönyv | 2× 3×        | Malmö Aréna, Malmö Nézőszám: 7269 Játékvezetők: Abrahamsen, Kristiansen (NOR) |

| 2011. január 19. 20:15 | Dánia            | 26–19       | Algéria   | Malmö Aréna, Malmö Nézőszám: 8830 Játékvezetők: Karbaschi, Kolahdouzan (IRN) |
| 2011. január 19. 20:15 | Hansen, Hansen 5 | (16–9)      | Boultif 5 | Malmö Aréna, Malmö Nézőszám: 8830 Játékvezetők: Karbaschi, Kolahdouzan (IRN) |
| 2011. január 19. 20:15 | 4× 3×            | Jegyzőkönyv | 6× 2×     | Malmö Aréna, Malmö Nézőszám: 8830 Játékvezetők: Karbaschi, Kolahdouzan (IRN) |

| 2011. január 19. 20:30 | Ausztrália | 14–29       | Románia  | FFS Aréna, Lund Nézőszám: 800 Játékvezetők: Menezes, Pinto (BRA) |
| 2011. január 19. 20:30 | Calvert 7  | (6–14)      | Florea 5 | FFS Aréna, Lund Nézőszám: 800 Játékvezetők: Menezes, Pinto (BRA) |
| 2011. január 19. 20:30 | 4× 3×      | Jegyzőkönyv | 4× 2×    | FFS Aréna, Lund Nézőszám: 800 Játékvezetők: Menezes, Pinto (BRA) |

| 2011. január 20. 18:00 | Algéria                | 27–18       | Ausztrália | Malmö Aréna, Malmö Nézőszám: 4960 Játékvezetők: Al-Marzouqi, Al-Nuaimi (UAE) |
| 2011. január 20. 18:00 | Berkous, Ayat, Hamad 5 | (12–11)     | Fletcher 6 | Malmö Aréna, Malmö Nézőszám: 4960 Játékvezetők: Al-Marzouqi, Al-Nuaimi (UAE) |
| 2011. január 20. 18:00 | 1× 3×                  | Jegyzőkönyv | 2× 2×      | Malmö Aréna, Malmö Nézőszám: 4960 Játékvezetők: Al-Marzouqi, Al-Nuaimi (UAE) |

| 2011. január 20. 20:15 | Horvátország | 29–34       | Dánia          | Malmö Aréna, Malmö Nézőszám: 11 307 Játékvezetők: Lazaar, Reveret (FRA) |
| 2011. január 20. 20:15 | Zrnić 8      | (16–15)     | Søndergaard 10 | Malmö Aréna, Malmö Nézőszám: 11 307 Játékvezetők: Lazaar, Reveret (FRA) |
| 2011. január 20. 20:15 | 4× 4×        | Jegyzőkönyv | 3× 3×          | Malmö Aréna, Malmö Nézőszám: 11 307 Játékvezetők: Lazaar, Reveret (FRA) |

| 2011. január 20. 20:30 | Szerbia | 28–38       | Románia   | FFS Arena, Lund Nézőszám: 860 Játékvezetők: Krstič, Ljubič (SLO) |
| 2011. január 20. 20:30 | Ilić 6  | (17–20)     | Stamate 9 | FFS Arena, Lund Nézőszám: 860 Játékvezetők: Krstič, Ljubič (SLO) |
| 2011. január 20. 20:30 | 4× 3×   | Jegyzőkönyv | 2× 2×     | FFS Arena, Lund Nézőszám: 860 Játékvezetők: Krstič, Ljubič (SLO) |

#### D csoport (Göteborg)
| Csapat        | M | Gy | D | V | G+  | G–  | Gk  | P |
| ------------- | - | -- | - | - | --- | --- | --- | - |
| Svédország    | 5 | 4  | 0 | 1 | 142 | 112 | +30 | 8 |
| Lengyelország | 5 | 4  | 0 | 1 | 143 | 123 | +20 | 8 |
| Argentína     | 5 | 3  | 1 | 1 | 133 | 114 | +19 | 7 |
| Dél-Korea     | 5 | 2  | 1 | 2 | 137 | 128 | +9  | 5 |
| Szlovákia     | 5 | 0  | 1 | 4 | 128 | 156 | –28 | 1 |
| Chile         | 5 | 0  | 1 | 4 | 117 | 167 | –50 | 1 |

| 2011. január 13. 20:15 | Svédország | 28–18       | Chile   | Scandinavium, Göteborg Nézőszám: 10 368 Játékvezetők: Nikolić, Stojković (SRB) |
| 2011. január 13. 20:15 | Du Rietz 6 | (15–8)      | Perez 4 | Scandinavium, Göteborg Nézőszám: 10 368 Játékvezetők: Nikolić, Stojković (SRB) |
| 2011. január 13. 20:15 | 6× 3×      | Jegyzőkönyv | 2× 3×   | Scandinavium, Göteborg Nézőszám: 10 368 Játékvezetők: Nikolić, Stojković (SRB) |

| 2011. január 14. 18:15 | Dél-Korea   | 25–25       | Argentína   | Scandinavium, Göteborg Nézőszám: 1733 Játékvezetők: Stark, Ştefan (ROU) |
| 2011. január 14. 18:15 | Lee J. W. 9 | (14–11)     | Fernandez 5 | Scandinavium, Göteborg Nézőszám: 1733 Játékvezetők: Stark, Ştefan (ROU) |
| 2011. január 14. 18:15 | 6× 3×       | Jegyzőkönyv | 6× 2×       | Scandinavium, Göteborg Nézőszám: 1733 Játékvezetők: Stark, Ştefan (ROU) |

| 2011. január 14. 20:15 | Lengyelország | 35–33       | Szlovákia    | Scandinavium, Göteborg Nézőszám: 2486 Játékvezetők: Načevski, Nikolov (MKD) |
| 2011. január 14. 20:15 | Tłuczyński 7  | (15–17)     | Stranovský 9 | Scandinavium, Göteborg Nézőszám: 2486 Játékvezetők: Načevski, Nikolov (MKD) |
| 2011. január 14. 20:15 | 6× 3×         | Jegyzőkönyv | 3× 3×        | Scandinavium, Göteborg Nézőszám: 2486 Játékvezetők: Načevski, Nikolov (MKD) |

| 2011. január 15. 16:15 | Chile   | 22–37       | Dél-Korea      | Scandinavium, Göteborg Nézőszám: 7727 Játékvezetők: Coulibaly, Diabaté (CIV) |
| 2011. január 15. 16:15 | Perez 8 | (12–15)     | Yu Dong Geun 9 | Scandinavium, Göteborg Nézőszám: 7727 Játékvezetők: Coulibaly, Diabaté (CIV) |
| 2011. január 15. 16:15 | 5× 2×   | Jegyzőkönyv | 4× 2×          | Scandinavium, Göteborg Nézőszám: 7727 Játékvezetők: Coulibaly, Diabaté (CIV) |

| 2011. január 15. 18:15 | Szlovákia | 22–38       | Svédország | Scandinavium, Göteborg Nézőszám: 11491 Játékvezetők: Stark, Ştefan (ROU) |
| 2011. január 15. 18:15 | Kukucka 4 | (14–15)     | Ekberg 8   | Scandinavium, Göteborg Nézőszám: 11491 Játékvezetők: Stark, Ştefan (ROU) |
| 2011. január 15. 18:15 | 4× 3×     | Jegyzőkönyv | 6× 3×      | Scandinavium, Göteborg Nézőszám: 11491 Játékvezetők: Stark, Ştefan (ROU) |

| 2011. január 15. 20:15 | Argentína         | 23–24       | Lengyelország | Scandinavium, Göteborg Nézőszám: 7996 Játékvezetők: Nikolić, Stojković (SRB) |
| 2011. január 15. 20:15 | Simonet, Vieyra 6 | (6–11)      | Tłuczyński 5  | Scandinavium, Göteborg Nézőszám: 7996 Játékvezetők: Nikolić, Stojković (SRB) |
| 2011. január 15. 20:15 | 6× 3× 1×          | Jegyzőkönyv | 7× 3× 1×      | Scandinavium, Göteborg Nézőszám: 7996 Játékvezetők: Nikolić, Stojković (SRB) |

| 2011. január 17. 16:15 | Szlovákia          | 18–23       | Argentína   | Scandinavium, Göteborg Nézőszám: 3057 Játékvezetők: Geipel, Helbig (GER) |
| 2011. január 17. 16:15 | Valo, Straňovský 4 | (9–7)       | Fernández 9 | Scandinavium, Göteborg Nézőszám: 3057 Játékvezetők: Geipel, Helbig (GER) |
| 2011. január 17. 16:15 | 4× 3×              | Jegyzőkönyv | 3× 2×       | Scandinavium, Göteborg Nézőszám: 3057 Játékvezetők: Geipel, Helbig (GER) |

| 2011. január 17. 18:15 | Lengyelország         | 38–23       | Chile          | Scandinavium, Göteborg Nézőszám: 5535 Játékvezetők: Mezian, Si Bachir (ALG) |
| 2011. január 17. 18:15 | Jurasik, Tłuczyński 6 | (15–13)     | Perez, Muñoz 6 | Scandinavium, Göteborg Nézőszám: 5535 Játékvezetők: Mezian, Si Bachir (ALG) |
| 2011. január 17. 18:15 | 5× 3× 1×              | Jegyzőkönyv | 3× 3×          | Scandinavium, Göteborg Nézőszám: 5535 Játékvezetők: Mezian, Si Bachir (ALG) |

| 2011. január 17. 20:15 | Svédország | 30–24       | Dél-Korea      | Scandinavium, Göteborg Nézőszám: 8109 Játékvezetők: Načevski, Nikolov (MKD) |
| 2011. január 17. 20:15 | Källman 8  | (14–12)     | Yu Dong Geun 7 | Scandinavium, Göteborg Nézőszám: 8109 Játékvezetők: Načevski, Nikolov (MKD) |
| 2011. január 17. 20:15 | 11× 4× 1×  | Jegyzőkönyv | 4× 3×          | Scandinavium, Göteborg Nézőszám: 8109 Játékvezetők: Načevski, Nikolov (MKD) |

| 2011. január 18. 16:15 | Chile    | 29–29       | Szlovákia | Scandinavium, Göteborg Nézőszám: 3112 Játékvezetők: Načevski, Nikolov (MKD) |
| 2011. január 18. 16:15 | Perez 11 | (15–12)     | Šulc 7    | Scandinavium, Göteborg Nézőszám: 3112 Játékvezetők: Načevski, Nikolov (MKD) |
| 2011. január 18. 16:15 | 3× 3× 1× | Jegyzőkönyv | 5× 4×     | Scandinavium, Göteborg Nézőszám: 3112 Játékvezetők: Načevski, Nikolov (MKD) |

| 2011. január 18. 18:15 | Dél-Korea      | 20–25       | Lengyelország      | Scandinavium, Göteborg Nézőszám: 6001 Játékvezetők: Geipel, Helbig (GER) |
| 2011. január 18. 18:15 | Yu Dong Geun 5 | (11–10)     | Tkaczyk, Jurecki 5 | Scandinavium, Göteborg Nézőszám: 6001 Játékvezetők: Geipel, Helbig (GER) |
| 2011. január 18. 18:15 | 3× 2×          | Jegyzőkönyv | 3× 3× 1×           | Scandinavium, Göteborg Nézőszám: 6001 Játékvezetők: Geipel, Helbig (GER) |

| 2011. január 18. 20:15 | Svédország | 22–27       | Argentína | Scandinavium, Göteborg Nézőszám: 9044 Játékvezetők: López, Ramírez (ESP) |
| 2011. január 18. 20:15 | Larholm 5  | (10–12)     | Pizarro 6 | Scandinavium, Göteborg Nézőszám: 9044 Játékvezetők: López, Ramírez (ESP) |
| 2011. január 18. 20:15 | 2× 3×      | Jegyzőkönyv | 4× 4×     | Scandinavium, Göteborg Nézőszám: 9044 Játékvezetők: López, Ramírez (ESP) |

| 2011. január 20. 16:15 | Dél-Korea                      | 31–26       | Szlovákia | Scandinavium, Göteborg Nézőszám: 2922 Játékvezetők: López, Ramírez (ESP) |
| 2011. január 20. 16:15 | Jeong Yi Kyeong, Lee Jae Woo 8 | (14–10)     | Antl 9    | Scandinavium, Göteborg Nézőszám: 2922 Játékvezetők: López, Ramírez (ESP) |
| 2011. január 20. 16:15 | 4× 2× 1×                       | Jegyzőkönyv | 6× 3× 1×  | Scandinavium, Göteborg Nézőszám: 2922 Játékvezetők: López, Ramírez (ESP) |

| 2011. január 20. 18:15 | Argentína | 35–25       | Chile    | Scandinavium, Göteborg Nézőszám: 7760 Játékvezetők: Mezian, Si Bachir (ALG) |
| 2011. január 20. 18:15 | Pizarro 9 | (15–13)     | Perez 7  | Scandinavium, Göteborg Nézőszám: 7760 Játékvezetők: Mezian, Si Bachir (ALG) |
| 2011. január 20. 18:15 | 8× 3×     | Jegyzőkönyv | 4× 4× 1× | Scandinavium, Göteborg Nézőszám: 7760 Játékvezetők: Mezian, Si Bachir (ALG) |

| 2011. január 20. 20:15 | Lengyelország | 21–24       | Svédország | Scandinavium, Göteborg Nézőszám: 11 606 Játékvezetők: Geipel, Helbig (GER) |
| 2011. január 20. 20:15 | Lijewski 6    | (12–14)     | Larholm 5  | Scandinavium, Göteborg Nézőszám: 11 606 Játékvezetők: Geipel, Helbig (GER) |
| 2011. január 20. 20:15 | 4× 2×         | Jegyzőkönyv | 5× 3×      | Scandinavium, Göteborg Nézőszám: 11 606 Játékvezetők: Geipel, Helbig (GER) |

### Középdöntő
A csoportkör első három helyezettje jutott tovább a középdöntőbe. A csapatok az egymás elleni eredményeiket magukkal hozták, és csak a másik csoport csapataival játszottak. A középdöntő első két helyezettje jutott az elődöntőbe.
| Színmagyarázat                                                                                               |
| --- |
| A csoportok első két helyezettje bejutott az elődöntőbe.                                                     |
| A csoportok harmadik, negyedik, ötödik és hatodik helyezettjei a további helyosztó mérkőzéseken játszhattak. |

#### 1. csoport (Jönköping)
| Csapat        | M | Gy | D | V | G+  | G–  | Gk  | P |
| ------------- | - | -- | - | - | --- | --- | --- | - |
| Franciaország | 5 | 4  | 1 | 0 | 160 | 129 | +31 | 9 |
| Spanyolország | 5 | 4  | 1 | 0 | 148 | 127 | +21 | 9 |
| Izland        | 5 | 2  | 0 | 3 | 137 | 141 | –4  | 4 |
| Magyarország  | 5 | 2  | 0 | 3 | 127 | 147 | –20 | 4 |
| Norvégia      | 5 | 1  | 0 | 4 | 133 | 143 | –10 | 2 |
| Németország   | 5 | 1  | 0 | 4 | 124 | 142 | –18 | 2 |

| 2011. január 22. 16:15 | Spanyolország | 32–27       | Norvégia | Kinnarps Arena, Jönköping Nézőszám: 5451 Játékvezetők: Stark, Ştefan (ROU) |
| 2011. január 22. 16:15 | Romero 7      | (15–12)     | Myrhol 8 | Kinnarps Arena, Jönköping Nézőszám: 5451 Játékvezetők: Stark, Ştefan (ROU) |
| 2011. január 22. 16:15 | 2× 3×         | Jegyzőkönyv | 3× 3×    | Kinnarps Arena, Jönköping Nézőszám: 5451 Játékvezetők: Stark, Ştefan (ROU) |

| 2011. január 22. 18:30 | Németország       | 27–24       | Izland      | Kinnarps Arena, Jönköping Nézőszám: 5670 Játékvezetők: Nikolić, Stojković (SRB) |
| 2011. január 22. 18:30 | Preiß, Sprenger 5 | (15–13)     | Petersson 7 | Kinnarps Arena, Jönköping Nézőszám: 5670 Játékvezetők: Nikolić, Stojković (SRB) |
| 2011. január 22. 18:30 | 3× 3×             | Jegyzőkönyv | 2× 3×       | Kinnarps Arena, Jönköping Nézőszám: 5670 Játékvezetők: Nikolić, Stojković (SRB) |

| 2011. január 22. 20:45 | Franciaország | 37–24       | Magyarország | Kinnarps Arena, Jönköping Játékvezetők: Krstič, Ljubič (SLO) |
| 2011. január 22. 20:45 | Karabatić 7   | (18–13)     | Mocsai 7     | Kinnarps Arena, Jönköping Játékvezetők: Krstič, Ljubič (SLO) |
| 2011. január 22. 20:45 | 2× 3×         | Jegyzőkönyv | 4× 3× 1×     | Kinnarps Arena, Jönköping Játékvezetők: Krstič, Ljubič (SLO) |

| 2011. január 24. 16:00 | Izland      | 24–32       | Spanyolország          | Kinnarps Arena, Jönköping Nézőszám: 3922 Játékvezetők: Krstič, Ljubič (SLO) |
| 2011. január 24. 16:00 | Petersson 5 | (10–20)     | Gurbindo, Entrerrios 6 | Kinnarps Arena, Jönköping Nézőszám: 3922 Játékvezetők: Krstič, Ljubič (SLO) |
| 2011. január 24. 16:00 | 7× 3×       | Jegyzőkönyv | 4× 3× 1×               | Kinnarps Arena, Jönköping Nézőszám: 3922 Játékvezetők: Krstič, Ljubič (SLO) |

| 2011. január 24. 18:15 | Magyarország                      | 27–25       | Németország | Kinnarps Arena, Jönköping Nézőszám: 3963 Játékvezetők: Olesen, Pedersen (DEN) |
| 2011. január 24. 18:15 | Iváncsik G., Iváncsik T., Pérez 5 | (10–12)     | Glandorf 5  | Kinnarps Arena, Jönköping Nézőszám: 3963 Játékvezetők: Olesen, Pedersen (DEN) |
| 2011. január 24. 18:15 | 5× 3×                             | Jegyzőkönyv | 4× 3×       | Kinnarps Arena, Jönköping Nézőszám: 3963 Játékvezetők: Olesen, Pedersen (DEN) |

| 2011. január 24. 20:30 | Norvégia | 26–31       | Franciaország             | Kinnarps Arena, Jönköping Nézőszám: 3847 Játékvezetők: Menezes, Pinto (BRA) |
| 2011. január 24. 20:30 | Hansen 8 | (14–17)     | Gille, Accambray, Abalo 5 | Kinnarps Arena, Jönköping Nézőszám: 3847 Játékvezetők: Menezes, Pinto (BRA) |
| 2011. január 24. 20:30 | 5× 3×    | Jegyzőkönyv | 1× 2×                     | Kinnarps Arena, Jönköping Nézőszám: 3847 Játékvezetők: Menezes, Pinto (BRA) |

| 2011. január 25. 16:15 | Németország | 25–35       | Norvégia  | Kinnarps Arena, Jönköping Nézőszám: 4205 Játékvezetők: Stark, Ştefan (ROU) |
| 2011. január 25. 16:15 | Kraus       | (13–17)     | Tvedten 8 | Kinnarps Arena, Jönköping Nézőszám: 4205 Játékvezetők: Stark, Ştefan (ROU) |
| 2011. január 25. 16:15 | 5× 3×       | Jegyzőkönyv | 6× 3×     | Kinnarps Arena, Jönköping Nézőszám: 4205 Játékvezetők: Stark, Ştefan (ROU) |

| 2011. január 25. 18:30 | Spanyolország | 30–24       | Magyarország | Kinnarps Arena, Jönköping Nézőszám: 4236 Játékvezetők: Canbro, Claesson (SWE) |
| 2011. január 25. 18:30 | Romero 9      | (13–13)     | Zubai 5      | Kinnarps Arena, Jönköping Nézőszám: 4236 Játékvezetők: Canbro, Claesson (SWE) |
| 2011. január 25. 18:30 | 2× 3×         | Jegyzőkönyv | 5× 3×        | Kinnarps Arena, Jönköping Nézőszám: 4236 Játékvezetők: Canbro, Claesson (SWE) |

| 2011. január 25. 20:45 | Franciaország | 34–28       | Izland      | Kinnarps Arena, Jönköping Nézőszám: 4258 Játékvezetők: Načevski, Nikolov (MKD) |
| 2011. január 25. 20:45 | Karabatić 7   | (16–13)     | Petersson 6 | Kinnarps Arena, Jönköping Nézőszám: 4258 Játékvezetők: Načevski, Nikolov (MKD) |
| 2011. január 25. 20:45 | 3× 3×         | Jegyzőkönyv | 5× 3× 1×    | Kinnarps Arena, Jönköping Nézőszám: 4258 Játékvezetők: Načevski, Nikolov (MKD) |

#### 2. csoport (Malmö/Lund)
| Csapat        | M | Gy | D | V | G+  | G–  | Gk  | P  |
| ------------- | - | -- | - | - | --- | --- | --- | -- |
| Dánia         | 5 | 5  | 0 | 0 | 155 | 131 | +24 | 10 |
| Svédország    | 5 | 4  | 0 | 1 | 127 | 124 | +3  | 8  |
| Horvátország  | 5 | 2  | 1 | 2 | 142 | 129 | +13 | 5  |
| Lengyelország | 5 | 2  | 0 | 3 | 123 | 129 | –6  | 4  |
| Szerbia       | 5 | 1  | 1 | 3 | 127 | 139 | –12 | 3  |
| Argentína     | 5 | 1  | 0 | 4 | 117 | 139 | –22 | 2  |

| 2011. január 22. 18:15 | Horvátország    | 36–18       | Argentína | FFS Arena, Lund Nézőszám: 1050 Játékvezetők: Baďura, Ondogrecula (SVK) |
| 2011. január 22. 18:15 | Zrnić, Buntić 7 | (19–6)      | Simonet 5 | FFS Arena, Lund Nézőszám: 1050 Játékvezetők: Baďura, Ondogrecula (SVK) |
| 2011. január 22. 18:15 | 6× 3×           | Jegyzőkönyv | 1× 2×     | FFS Arena, Lund Nézőszám: 1050 Játékvezetők: Baďura, Ondogrecula (SVK) |

| 2011. január 22. 18:15 | Szerbia  | 24–28       | Svédország                | Malmö Aréna, Malmö Nézőszám: 9213 Játékvezetők: Abrahamsen, Kristiansen (NOR) |
| 2011. január 22. 18:15 | Vujin 8  | (13–12)     | Ekberg, Ekdahl Du Rietz 6 | Malmö Aréna, Malmö Nézőszám: 9213 Játékvezetők: Abrahamsen, Kristiansen (NOR) |
| 2011. január 22. 18:15 | 5× 3× 1× | Jegyzőkönyv | 4× 3×                     | Malmö Aréna, Malmö Nézőszám: 9213 Játékvezetők: Abrahamsen, Kristiansen (NOR) |

| 2011. január 22. 20:15 | Dánia      | 28–27       | Lengyelország            | Malmö Aréna, Malmö Nézőszám: 11 140 Játékvezetők: Horáček, Novotný (CZE) |
| 2011. január 22. 20:15 | Lindberg 6 | (15-9)      | Tluczynski, Jurkiewicz 6 | Malmö Aréna, Malmö Nézőszám: 11 140 Játékvezetők: Horáček, Novotný (CZE) |
| 2011. január 22. 20:15 | 2× 3×      | Jegyzőkönyv | 1× 3×                    | Malmö Aréna, Malmö Nézőszám: 11 140 Játékvezetők: Horáček, Novotný (CZE) |

| 2011. január 23. 18:15 | Svédország | 29–25       | Horvátország | Malmö Aréna, Malmö Nézőszám: 9551 Játékvezetők: López, Ramírez (ESP) |
| 2011. január 23. 18:15 | Doder 8    | (14–12)     | Zrnić 9      | Malmö Aréna, Malmö Nézőszám: 9551 Játékvezetők: López, Ramírez (ESP) |
| 2011. január 23. 18:15 | 7× 3×      | Jegyzőkönyv | 4× 3×        | Malmö Aréna, Malmö Nézőszám: 9551 Játékvezetők: López, Ramírez (ESP) |

| 2011. január 23. 20:15 | Argentína             | 24–31       | Dánia    | Malmö Aréna, Malmö Nézőszám: 10924 Játékvezetők: Coulibaly, Diabaté (CIV) |
| 2011. január 23. 20:15 | Ferro, Vidal, Carou 3 | (12–17)     | Hansen 7 | Malmö Aréna, Malmö Nézőszám: 10924 Játékvezetők: Coulibaly, Diabaté (CIV) |
| 2011. január 23. 20:15 | 6× 2× 1×              | Jegyzőkönyv | 5× 3× 1× | Malmö Aréna, Malmö Nézőszám: 10924 Játékvezetők: Coulibaly, Diabaté (CIV) |

| 2011. január 23. 20:15 | Lengyelország | 27–26       | Szerbia  | FFS Arena, Lund Nézőszám: 1730 Játékvezetők: Lazaar, Reveret (FRA) |
| 2011. január 23. 20:15 | Tłuczyński 10 | (10–11)     | Vujin 11 | FFS Arena, Lund Nézőszám: 1730 Játékvezetők: Lazaar, Reveret (FRA) |
| 2011. január 23. 20:15 | 5× 3×         | Jegyzőkönyv | 8× 3×    | FFS Arena, Lund Nézőszám: 1730 Játékvezetők: Lazaar, Reveret (FRA) |

| 2011. január 25. 18:15 | Horvátország | 28–24       | Lengyelország        | Malmö Aréna, Malmö Nézőszám: 8900 Játékvezetők: Baďura, Ondogrecula (SVK) |
| 2011. január 25. 18:15 | Buntić 7     | (13–11)     | Jaszka, Tłuczyński 4 | Malmö Aréna, Malmö Nézőszám: 8900 Játékvezetők: Baďura, Ondogrecula (SVK) |
| 2011. január 25. 18:15 | 8× 2×        | Jegyzőkönyv | 3× 3×                | Malmö Aréna, Malmö Nézőszám: 8900 Játékvezetők: Baďura, Ondogrecula (SVK) |

| 2011. január 25. 20:15 | Szerbia       | 26–25       | Argentína             | FFS Arena, Lund Nézőszám: 1030 Játékvezetők: Geipel, Helbig (GER) |
| 2011. január 25. 20:15 | Vujin, Ilić 6 | (15–13)     | Fernández, Kogovsek 5 | FFS Arena, Lund Nézőszám: 1030 Játékvezetők: Geipel, Helbig (GER) |
| 2011. január 25. 20:15 | 5× 3× 1×      | Jegyzőkönyv | 1× 3×                 | FFS Arena, Lund Nézőszám: 1030 Játékvezetők: Geipel, Helbig (GER) |

| 2011. január 25. 20:15 | Dánia          | 27–24       | Svédország | Malmö Aréna, Malmö Nézőszám: 11587 Játékvezetők: Abrahamsen, Kristiansen (NOR) |
| 2011. január 25. 20:15 | Christiansen 6 | (17–11)     | Du Rietz 5 | Malmö Aréna, Malmö Nézőszám: 11587 Játékvezetők: Abrahamsen, Kristiansen (NOR) |
| 2011. január 25. 20:15 | 4× 3×          | Jegyzőkönyv | 3× 3×      | Malmö Aréna, Malmö Nézőszám: 11587 Játékvezetők: Abrahamsen, Kristiansen (NOR) |

### Helyosztók
| 2011. január 22. 14:00 | Egyiptom  | 34–28       | Japán      | Arena Skövde, Skövde Nézőszám: 1634 Játékvezetők: Menezes, Pinto (BRA) |
| 2011. január 22. 14:00 | Mabrouk 8 | (17–14)     | Suematsu 7 | Arena Skövde, Skövde Nézőszám: 1634 Játékvezetők: Menezes, Pinto (BRA) |
| 2011. január 22. 14:00 | 4× 4×     | Jegyzőkönyv | 4× 3×      | Arena Skövde, Skövde Nézőszám: 1634 Játékvezetők: Menezes, Pinto (BRA) |

| 2011. január 22. 14:00 | Tunézia   | 25–26       | Ausztria | Kristianstad Arena, Kristianstad Játékvezetők: Marina, Minore (ARG) |
| 2011. január 22. 14:00 | Alouini 6 | (14–12)     | Weber 6  | Kristianstad Arena, Kristianstad Játékvezetők: Marina, Minore (ARG) |
| 2011. január 22. 14:00 | 1× 3×     | Jegyzőkönyv | 6× 4×    | Kristianstad Arena, Kristianstad Játékvezetők: Marina, Minore (ARG) |

| 2011. január 22. 16:00 | Ausztrália  | 21–29       | Chile           | Malmö Aréna, Malmö Nézőszám: 1766 Játékvezetők: Lazaar, Reveret (FRA) |
| 2011. január 22. 16:00 | Parmenter 6 | (6–17)      | Muñoz, Chavez 5 | Malmö Aréna, Malmö Nézőszám: 1766 Játékvezetők: Lazaar, Reveret (FRA) |
| 2011. január 22. 16:00 | 7× 3×       | Jegyzőkönyv | 8× 3×           | Malmö Aréna, Malmö Nézőszám: 1766 Játékvezetők: Lazaar, Reveret (FRA) |

| 2011. január 22. 16:30 | Algéria                        | 24–29 (h. u.)  | Dél-Korea      | Arena Skövde, Skövde Nézőszám: 1711 Játékvezetők: Karbaschi, Kolahdouzan (IRN) |
| 2011. január 22. 16:30 | Labane, Hamad, Layadi, Daoud 4 | (12–17, 23–23) | Yu Dong Geun 8 | Arena Skövde, Skövde Nézőszám: 1711 Játékvezetők: Karbaschi, Kolahdouzan (IRN) |
| 2011. január 22. 16:30 | 1× 3×                          | Jegyzőkönyv    | 3× 3×          | Arena Skövde, Skövde Nézőszám: 1711 Játékvezetők: Karbaschi, Kolahdouzan (IRN) |

| 2011. január 22. 16:30 | Románia            | 33–38       | Szlovákia | Kristianstad Arena, Kristianstad Nézőszám: 2490 Játékvezetők: Coulibaly, Diabaté (CIV) |
| 2011. január 22. 16:30 | Ghionea, Stamate 8 | (19–22)     | Kukučka 7 | Kristianstad Arena, Kristianstad Nézőszám: 2490 Játékvezetők: Coulibaly, Diabaté (CIV) |
| 2011. január 22. 16:30 | 4× 3×              | Jegyzőkönyv | 4× 3×     | Kristianstad Arena, Kristianstad Nézőszám: 2490 Játékvezetők: Coulibaly, Diabaté (CIV) |

| 2011. január 22. 20:30 | Bahrein    | 30–37       | Brazília  | FFS Arena, Lund Nézőszám: 550 Játékvezetők: López, Ramírez (ESP) |
| 2011. január 22. 20:30 | Almaqabi 6 | (15–17)     | Chiuffa 6 | FFS Arena, Lund Nézőszám: 550 Játékvezetők: López, Ramírez (ESP) |
| 2011. január 22. 20:30 | 5× 3×      | Jegyzőkönyv | 3× 3×     | FFS Arena, Lund Nézőszám: 550 Játékvezetők: López, Ramírez (ESP) |

#### A 23. helyért
| 2011. január 23. 16:00 | Ausztrália | 23–33       | Bahrein | Malmö Arena, Malmö Nézőszám: 724 Játékvezetők: Geipel, Helbig (GER) |
| 2011. január 23. 16:00 | Blondell 6 | (11–19)     | Merza 7 | Malmö Arena, Malmö Nézőszám: 724 Játékvezetők: Geipel, Helbig (GER) |
| 2011. január 23. 16:00 | 3× 2×      | Jegyzőkönyv | 2×      | Malmö Arena, Malmö Nézőszám: 724 Játékvezetők: Geipel, Helbig (GER) |

#### A 21. helyért
| 2011. január 23. 18:00 | Chile   | 18–28       | Brazília  | FFS Arena, Lund Nézőszám: 650 Játékvezetők: Baďura, Ondogrecula (SVK) |
| 2011. január 23. 18:00 | Perez 7 | (11–13)     | Ribeiro 6 | FFS Arena, Lund Nézőszám: 650 Játékvezetők: Baďura, Ondogrecula (SVK) |
| 2011. január 23. 18:00 | 2× 4×   | Jegyzőkönyv | 3× 3× 1×  | FFS Arena, Lund Nézőszám: 650 Játékvezetők: Baďura, Ondogrecula (SVK) |

#### A 19. helyért
| 2011. január 23. 14:00 | Tunézia  | 29–30       | Románia           | Kristianstad Arena, Kristianstad Játékvezetők: Abrahamsen, Kristiansen (NOR) |
| 2011. január 23. 14:00 | Hedoui 9 | (14–17)     | Florea, Stamate 8 | Kristianstad Arena, Kristianstad Játékvezetők: Abrahamsen, Kristiansen (NOR) |
| 2011. január 23. 14:00 | 4× 4×    | Jegyzőkönyv | 3× 3×             | Kristianstad Arena, Kristianstad Játékvezetők: Abrahamsen, Kristiansen (NOR) |

#### A 17. helyért
| 2011. január 23. 16:30 | Ausztria   | 35–39       | Szlovákia | Kristianstad Arena, Kristianstad Nézőszám: 1546 Játékvezetők: Al-Marzouqi, Al-Nuaimi (UAE) |
| 2011. január 23. 16:30 | Szilágyi 7 | (18–19)     | Kopčo 8   | Kristianstad Arena, Kristianstad Nézőszám: 1546 Játékvezetők: Al-Marzouqi, Al-Nuaimi (UAE) |
| 2011. január 23. 16:30 | 3× 3×      | Jegyzőkönyv | 1× 3×     | Kristianstad Arena, Kristianstad Nézőszám: 1546 Játékvezetők: Al-Marzouqi, Al-Nuaimi (UAE) |

#### A 15. helyért
| 2011. január 24. 18:00 | Japán   | 24–29       | Algéria   | Arena Skövde, Skövde Nézőszám: 1510 Játékvezetők: Načevski, Nikolov (MKD) |
| 2011. január 24. 18:00 | Kaido 6 | (13–13)     | Zouaoui 8 | Arena Skövde, Skövde Nézőszám: 1510 Játékvezetők: Načevski, Nikolov (MKD) |
| 2011. január 24. 18:00 | 1× 3×   | Jegyzőkönyv | 3× 2×     | Arena Skövde, Skövde Nézőszám: 1510 Játékvezetők: Načevski, Nikolov (MKD) |

#### A 13. helyért
| 2011. január 24. 20:30 | Egyiptom     | 23–26       | Dél-Korea       | Arena Skövde, Skövde Nézőszám: 1525 Játékvezetők: Canbro, Claesson (SWE) |
| 2011. január 24. 20:30 | Abdelwares 6 | (11–12)     | Park Jung Geu 7 | Arena Skövde, Skövde Nézőszám: 1525 Játékvezetők: Canbro, Claesson (SWE) |
| 2011. január 24. 20:30 | 5× 3× 1×     | Jegyzőkönyv | 4× 3×           | Arena Skövde, Skövde Nézőszám: 1525 Játékvezetők: Canbro, Claesson (SWE) |

#### A 11. helyért
| 2011. január 27. 18:00 | Németország            | 40–35 (h. u.)         | Argentína | Kristianstad Arena, Kristianstad Játékvezetők: Canbro, Claesson (SWE) |
| 2011. január 27. 18:00 | Glandorf, Gensheimer 9 | (13–12, 27–27, 31–31) | Simonet 7 | Kristianstad Arena, Kristianstad Játékvezetők: Canbro, Claesson (SWE) |
| 2011. január 27. 18:00 | 13× 3× 2×              | Jegyzőkönyv           | 8× 3× 1×  | Kristianstad Arena, Kristianstad Játékvezetők: Canbro, Claesson (SWE) |

#### A 9. helyért
| 2011. január 27. 20:30 | Norvégia  | 32–31 (h. u.)  | Szerbia | Kristianstad Arena, Kristianstad Nézőszám: 2141 Játékvezetők: Al-Marzouqi, Al-Nuaimi (UAE) |
| 2011. január 27. 20:30 | Tvedten 9 | (14–16, 29–29) | Ilić 7  | Kristianstad Arena, Kristianstad Nézőszám: 2141 Játékvezetők: Al-Marzouqi, Al-Nuaimi (UAE) |
| 2011. január 27. 20:30 | 1× 3×     | Jegyzőkönyv    | 4× 3×   | Kristianstad Arena, Kristianstad Nézőszám: 2141 Játékvezetők: Al-Marzouqi, Al-Nuaimi (UAE) |

#### A 7. helyért
| 2011. január 28. 18:00 | Magyarország   | 31–28       | Lengyelország | Kristianstad Arena, Kristianstad Játékvezetők: Lazaar, Reveret (FRA) |
| 2011. január 28. 18:00 | Iváncsik G. 11 | (16–14)     | Jurecki 6     | Kristianstad Arena, Kristianstad Játékvezetők: Lazaar, Reveret (FRA) |
| 2011. január 28. 18:00 | 7× 3×          | Jegyzőkönyv | 3× 3×         | Kristianstad Arena, Kristianstad Játékvezetők: Lazaar, Reveret (FRA) |

#### Az 5. helyért
| 2011. január 28. 20:30 | Izland        | 33–34       | Horvátország | Malmö Arena, Malmö Nézőszám: 7436 Játékvezetők: Stark, Ştefan (ROU) |
| 2011. január 28. 20:30 | Sigurðsson 10 | (16–14)     | Buntić 9     | Malmö Arena, Malmö Nézőszám: 7436 Játékvezetők: Stark, Ştefan (ROU) |
| 2011. január 28. 20:30 | 4× 3×         | Jegyzőkönyv | 4× 3×        | Malmö Arena, Malmö Nézőszám: 7436 Játékvezetők: Stark, Ştefan (ROU) |

### Elődöntők
| 2011. január 28. 18:00 | Franciaország   | 29–26       | Svédország | Kristianstad Arena, Kristianstad Nézőszám: 11 477 Játékvezetők: Geipel, Helbig (GER) |
| 2011. január 28. 18:00 | Gille, Guigou 8 | (15–12)     | Källman 6  | Kristianstad Arena, Kristianstad Nézőszám: 11 477 Játékvezetők: Geipel, Helbig (GER) |
| 2011. január 28. 18:00 | 4× 3×           | Jegyzőkönyv | 4× 4×      | Kristianstad Arena, Kristianstad Nézőszám: 11 477 Játékvezetők: Geipel, Helbig (GER) |

| 2011. január 28. 20:30 | Dánia    | 28–24       | Spanyolország | Malmö Arena, Malmö Nézőszám: 4234 Játékvezetők: Horáček, Novotný (CZE) |
| 2011. január 28. 20:30 | Hansen 9 | (12–12)     | Cañellas 6    | Malmö Arena, Malmö Nézőszám: 4234 Játékvezetők: Horáček, Novotný (CZE) |
| 2011. január 28. 20:30 | 2× 3×    | Jegyzőkönyv | 3× 3×         | Malmö Arena, Malmö Nézőszám: 4234 Játékvezetők: Horáček, Novotný (CZE) |

#### Bronzmérkőzés
| 2011. január 30. 14:30 | Svédország | 23–24       | Spanyolország                   | Malmö Arena, Malmö Nézőszám: 12 145 Játékvezetők: Krstič, Ljubič (SLO) |
| 2011. január 30. 14:30 | Källman 6  | (11–11)     | Aguinagalde, Gurbindo, Romero 4 | Malmö Arena, Malmö Nézőszám: 12 145 Játékvezetők: Krstič, Ljubič (SLO) |
| 2011. január 30. 14:30 | 5× 4×      | Jegyzőkönyv | 4× 2×                           | Malmö Arena, Malmö Nézőszám: 12 145 Játékvezetők: Krstič, Ljubič (SLO) |

#### Döntő
| 2011. január 30. 17:00 | Franciaország | 37–35 (h. u.)  | Dánia     | Malmö Arena, Malmö Nézőszám: 12462 Játékvezetők: López, Ramírez (ESP) |
| 2011. január 30. 17:00 | Karabatić 10  | (15–12, 31–31) | Hansen 10 | Malmö Arena, Malmö Nézőszám: 12462 Játékvezetők: López, Ramírez (ESP) |
| 2011. január 30. 17:00 | 4× 4×         | Jegyzőkönyv    | 5× 4×     | Malmö Arena, Malmö Nézőszám: 12462 Játékvezetők: López, Ramírez (ESP) |

| A 2011-es férfi kézilabda-világbajnokság győztese |
| ------------------------------------------------- |
| · Franciaország · 4. cím                          |

## Végeredmény
Magyarország és a hazai csapat eltérő háttérszínnel kiemelve.
| Helyezés  | Csapat        | M  | Gy | D | V | G+  | G–  | Gk   | P  |
| --------- | ------------- | -- | -- | - | - | --- | --- | ---- | -- |
| Aranyérem | Franciaország | 10 | 9  | 1 | 0 | 327 | 245 | +82  | 19 |
| Ezüstérem | Dánia         | 10 | 9  | 0 | 1 | 330 | 253 | +77  | 18 |
| Bronzérem | Spanyolország | 10 | 8  | 1 | 1 | 281 | 236 | +45  | 17 |
| 4.        | Svédország    | 10 | 6  | 0 | 4 | 272 | 241 | +31  | 12 |
|           |               |    |    |   |   |     |     |      |    |
| 5.        | Horvátország  | 9  | 6  | 1 | 2 | 271 | 213 | +58  | 13 |
| 6.        | Izland        | 9  | 5  | 0 | 4 | 266 | 246 | +20  | 10 |
| 7.        | Magyarország  | 9  | 6  | 0 | 3 | 254 | 253 | +1   | 12 |
| 8.        | Lengyelország | 9  | 5  | 0 | 4 | 249 | 236 | +13  | 10 |
| 9.        | Norvégia      | 9  | 5  | 0 | 4 | 259 | 255 | +4   | 10 |
| 10.       | Szerbia       | 9  | 3  | 1 | 5 | 246 | 251 | –5   | 7  |
| 11.       | Németország   | 9  | 5  | 0 | 4 | 268 | 246 | +22  | 10 |
| 12.       | Argentína     | 9  | 3  | 1 | 5 | 235 | 247 | –12  | 7  |
|           |               |    |    |   |   |     |     |      |    |
| 13.       | Dél-Korea     | 7  | 4  | 1 | 2 | 192 | 175 | +17  | 9  |
| 14.       | Egyiptom      | 7  | 2  | 0 | 5 | 172 | 193 | –21  | 4  |
| 15.       | Algéria       | 7  | 3  | 0 | 4 | 153 | 162 | –9   | 6  |
| 16.       | Japán         | 7  | 2  | 0 | 5 | 193 | 224 | –31  | 4  |
| 17.       | Szlovákia     | 7  | 2  | 1 | 4 | 205 | 224 | –19  | 5  |
| 18.       | Ausztria      | 7  | 2  | 0 | 5 | 205 | 212 | –7   | 4  |
| 19.       | Románia       | 7  | 3  | 0 | 4 | 195 | 190 | +5   | 6  |
| 20.       | Tunézia       | 7  | 1  | 0 | 6 | 168 | 193 | –25  | 2  |
| 21.       | Brazília      | 7  | 1  | 0 | 6 | 186 | 221 | –35  | 2  |
| 22.       | Chile         | 7  | 2  | 1 | 4 | 174 | 206 | –32  | 5  |
| 23.       | Bahrein       | 7  | 2  | 0 | 5 | 168 | 226 | –58  | 4  |
| 24.       | Ausztrália    | 7  | 0  | 0 | 7 | 121 | 242 | –121 | 0  |